# Marx (Wittmund)
Marx is een klein dorp in de Duitse deelstaat Nedersaksen. Het maakt deel uit van de gemeente Friedeburg in het Landkreis Wittmund. Marx ligt aan de Bundesstraße 437 op 2½ kilometer ten zuid-zuidoosten van Friedeburg-dorp. Met 33,38 km2 is het qua oppervlakte het grootste dorp van de gemeente Friedeburg.

## Geschiedenis

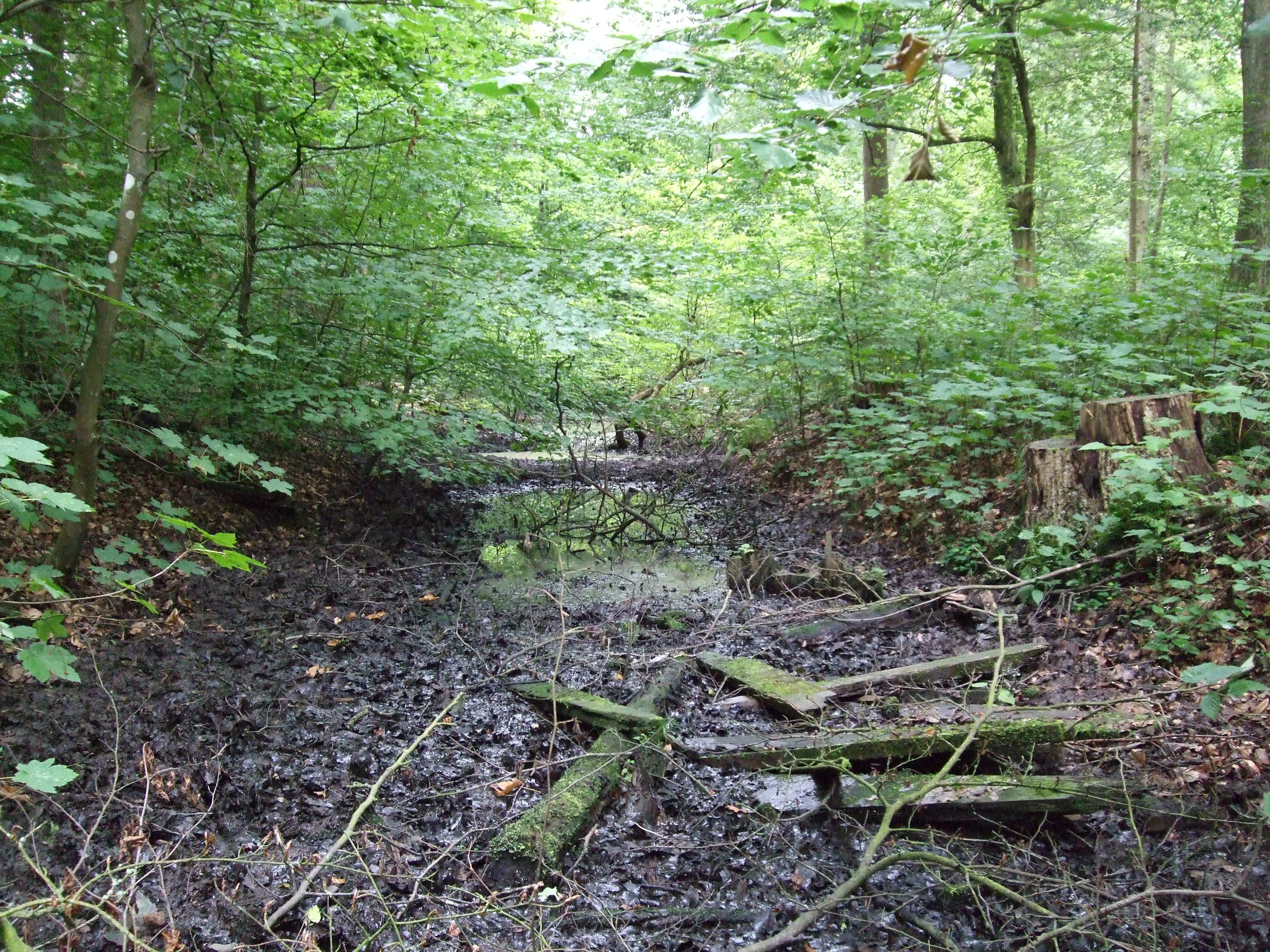
Gracht voormalig Klooster Hopels

De naam van het dorp is waarschijnlijk afgeleid van de heilige Marcus. De oudste vermelding, als Markese, dateert van 1435. In de 13e eeuw stichtten premonstratenzer monniken uit Dokkum ten westen van Marx het Klooster Hopels. Dit is in de 16e eeuw verloren gegaan. In het bos, dat er tegenwoordig groeit, herinnert alleen de brede gracht, die het klooster in de middeleeuwen omringde, daar nog aan.
Op 16 augustus 1972 werd de tot dan zelfstandige gemeente Marx, in het kader van een gemeentelijke herindeling, onderdeel van Friedeburg.

## Bezienswaardigheden
De opvallende dorpskerk, grotendeels opgetrokken uit graniet, is vernoemd naar de evangelist. Ze dateert uit de 12e eeuw en bezit een monumentaal, in het begin van de 19e eeuw door Johann Gottfried Rohlfs uit Esens gemaakt kerkorgel.
Aan de B 437, ten zuidoosten van het dorp, ligt een 15 hectare groot natuurreservaat (NSG) rondom het meertje Schwarzes Meer. Het aan de zuidkant aangrenzende bos, onderdeel van de Friesische Wehde, ligt in de gemeente Zetel en is militair terrein. Ten oosten van het Schwarze Meer liggen twee andere meertjes, maar die zijn door zandwinning ontstaan.
Ten westen van het dorp ligt ook een klein meertje, waaromheen een camping is ontwikkeld. Drie kilometer ten westen van Marx ligt het bos van Hopels, waar een wandelroute in is uitgezet.
Ter plaatse zijn kleine terreinen afgepaald voor de zweefvliegsport en voor het vliegen met modelvliegtuigjes.